# Konga kyrka
Konga kyrka är en kyrkobyggnad i Konga. Den tillhör Kågeröd-Röstånga församling i Lunds stift.

## Kyrkobyggnaden
Kyrkan uppfördes av sten i romansk stil omkring år 1200. Då bestod kyrkan av absid, kor och långhus. Under 1400-talet slogs valven. Någon gång under senmedeltiden tillkom vapenhuset i söder som finns kvar idag. Vid denna tiden, eller senast 1794, förlängdes kyrkan åt väster. I norr fanns tidigare en ingång som blockerats. Kalkmålningarna har tillkommit i två omgångar varav de äldsta består av geometriska motiv och anses vara samtida med valven. De senare figurativa motiven dateras till 1500–1525 och tillskrivs Kongamästaren, som också är representerad i Simris kyrka och är besläktad med den så kallade Vittskövlemästaren. Knutstorps gods hade patronaträtten till kyrkan 1563-1760. Senast på 1600-talet byggdes läktaren som sedan gått genom flera ombyggnationer. Så sent som 1796 byggde man till kyrktornet som ersatte en tidigare klockstapel. Kyrkan genomgick en omfattande, om än varsam, renovering 1909-1910 under Theodor Wåhlins ledning. Då avtäcktes de överkalkade målningarna. De senare genomgick ytterligare renoveringsarbete 1966-67, då fler målningar upptäcktes.

## Inventarier
- Dopfunten tillkom samtidigt med kyrkan och har bedömts tillhöra den så kallade Genarpsgruppen.
- En medeltida oljelampa, ett så kallat luminarium, tillverkad av ett fyrkantigt sandstenblock kan vara lika gammal.
- Ett rökelsekar i brons dateras till slutet av 1200-talet.
- Nuvarande altartavla målades 1910 av Mathias Taube som var kusin till Evert Taube. Altartavlan är en kopia av en tavla utförd av Carl Bloch från Holbæk i Danmark.
- Altaret av huggen kalksten är från 1910.
- Altarkrucifixet kom till kyrkan 1962 och är en gåva från en anonym givare.
- I tornet hänger en kyrkklocka gjuten 1734.
- Predikstolen tillkom någon gång före år 1700.

### Orgel
- Åren 1880 till 1910 användes ett harmonium i kyrkan.
- 1910 byggde Åkerman & Lund, Stockholm en orgel med 5 stämmor.
- Den nuvarande orgeln byggdes 1958 av Frederiksborgs Orgelbyggeri, Hilleröd, Danmark och är en mekanisk orgel.

| Huvudverk I   | Svällverk II      | Pedal       | Koppel |
| Rörflöjt 8´   | Salicional 8'     | Subbas 16´  | I/P    |
| Principal 4'  | Gedackt 4'        | Oktavbas 4' | II/P   |
| Spetsflöjt 2' | Principal 2'      |             | II/I   |
| Scharf 2 kor  | Crescendosvällare |             |        |

## Bildgalleri

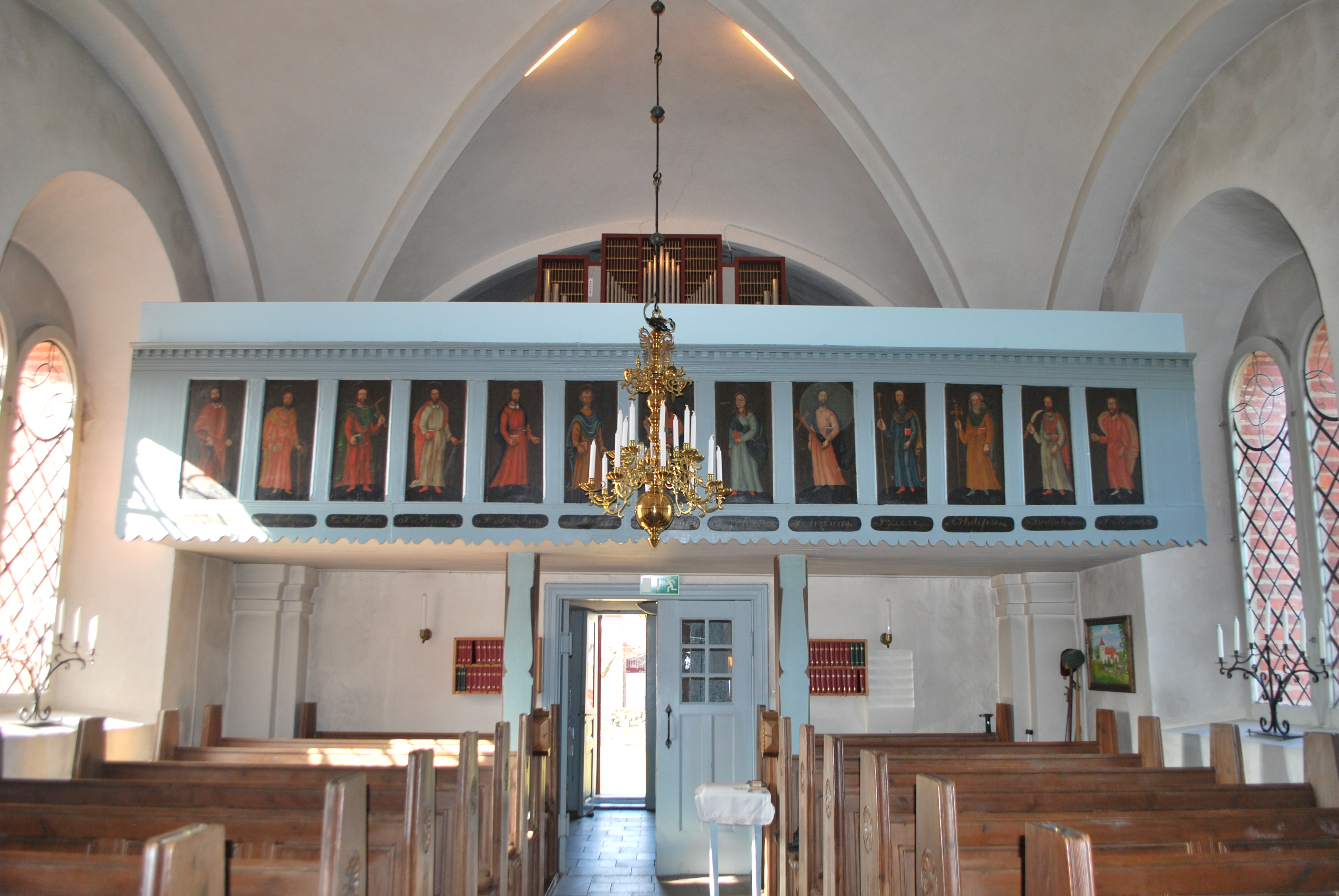
Orgelläktare
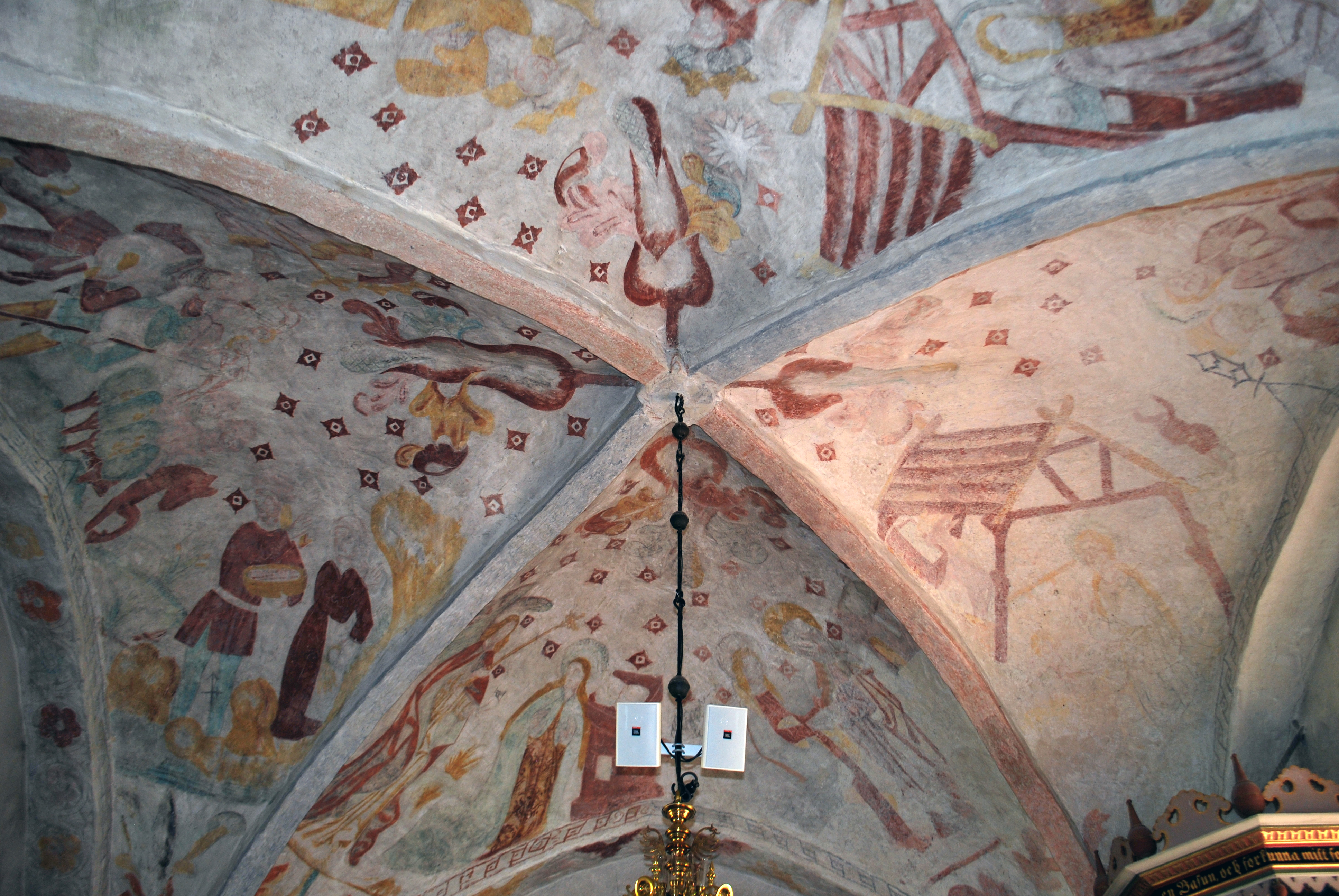
Valvmålningar
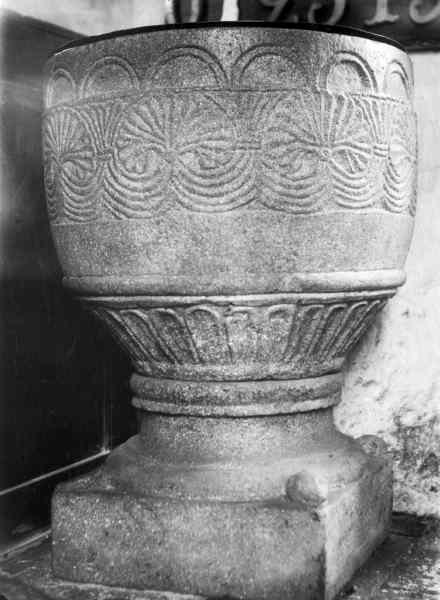
Dopfunt
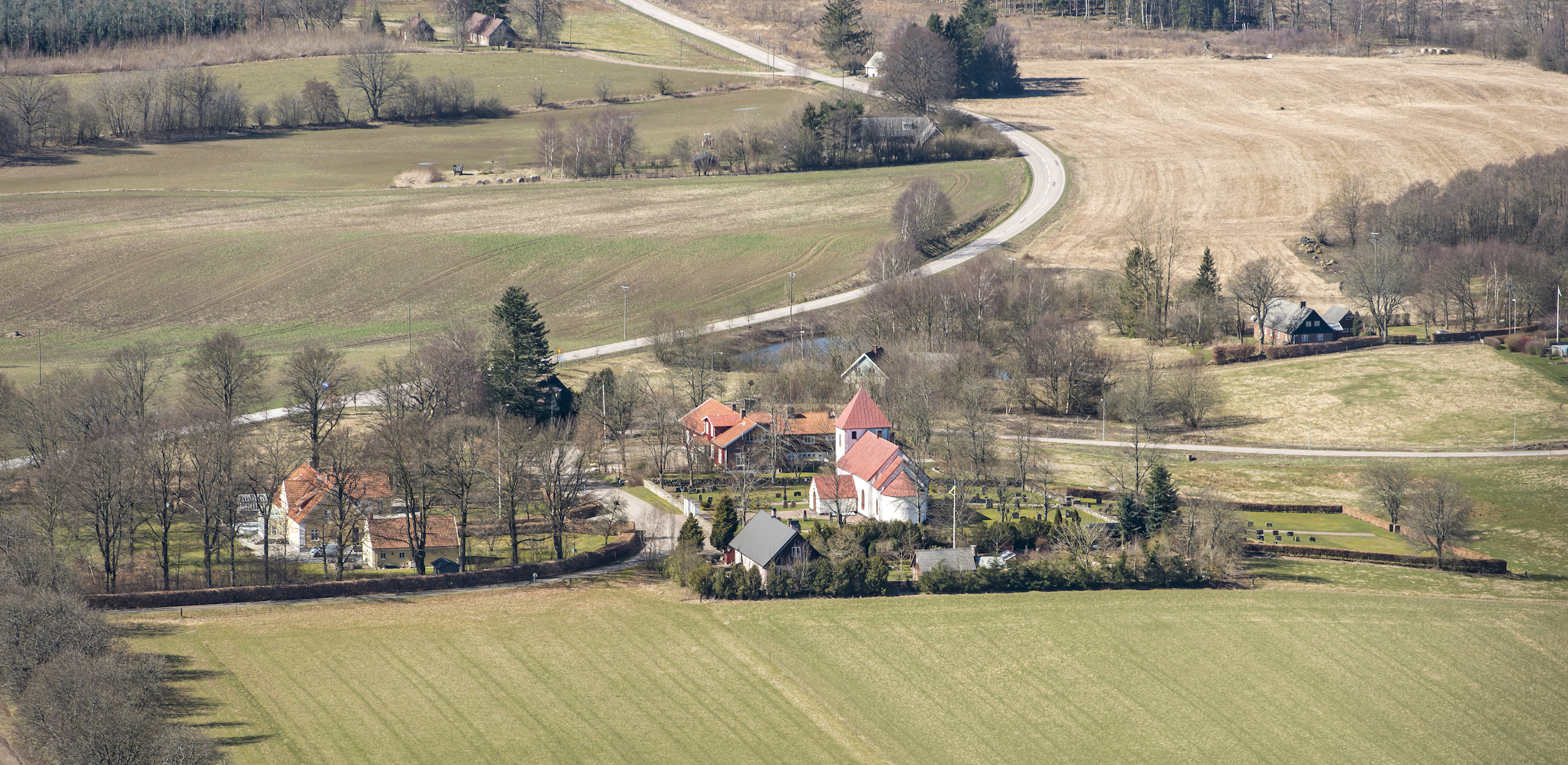
Flygbild

### Webbkällor
- byggnadspresentation
- Karl Johan Kember, Konga Kyrka, Kulturhistorisk karakteristik och bedömning, 2015-06-26.
- Åsbo Släkt- och Folklivsforskare informerar
- kyrkoguiden.se
- Demografisk databas för södra Sverige informerar om Konga kyrka